# Степанов Сергій Ігорьович
Сергій Ігорьович Степанов (рос. Серге́й И́горевич Степа́нов; рум. Serghei Igorevici Stepanov; нар. 3 вересня 1984, Тирасполь), широко відомий під псевдонімами Epic Sax Guy, Saxroll, Ultra Sax Guy — молдовський музикант і композитор, учасник SunStroke Project.

## Біографія
Сергій Степанов народився 3 вересня 1984 року в місті Тирасполь. Закінчив у 2005 році Придністровський державний інститут мистецтв у Тирасполі. Після закінчення навчання був призваний до придністровської армії, де познайомився з Антоном Рагозою. Пізніше вони створили гурт Sunstroke, який зараз відомий як SunStroke Project. В інтернеті Степанова багато хто називає Epic Sax Guy.

### SunStroke Project
У складі SunStroke Project Сергій брав участь у пісенному конкурсі Євробачення 2010 в Осло, де SunStroke Project посів 22 місце з піснею «Run Away». Після конкурсу Степанов, завдяки своєму екстравагантному зовнішньому вигляду і танцювальному стилю, швидко став інтернет-мемом під назвою Epic Sax Guy через відео на YouTube з інструментальним сольним виступом Сергія під час виступу групи на Євробаченні. Відео швидко стало вірусним і породило низку реміксів, у тому числі десятигодинну реміксовану версію.
У 2014 році виступ Степанова 2010 року увійшов до Книги рекордів Євробачення — збірки найбільш пам'ятних моментів в історії конкурсу. У 2017 році SunStroke Project повернувся на Євробачення з піснею «Hey, Mamma!», і цього разу посів 3 місце. Про повернення Epic Sax Guy написали багато відомих видань по всьому світу, а в інтернеті з'явилися нові відео та ремікси з виступом Степанова, на цей раз відомого як Ultra Sax Guy. Після повернення до Молдови проєкт SunStroke був нагороджений Орденом Пошани тодішнім президентом Молдови Ігорем Додоном.
Під час фіналу Євробачення 2021 року Степанов був речником молдовського журі, який озвучував голоси.

## Особисте життя
Сергій Степанов одружений на Ользі Делеу, вони мають сина, на ім'я Михайло.

## Нагороди
- Орден Пошани (2017)